# Bahnlinie

Fluid-Strömung in einem Geschwindigkeitsfeld mit Einzeichnung der Bahnlinie (rot) und der Streichlinie (blau). Im Hintergrund werden die momentanen Stromlinie und Geschwindigkeitsverktoren (grau) dargestellt.

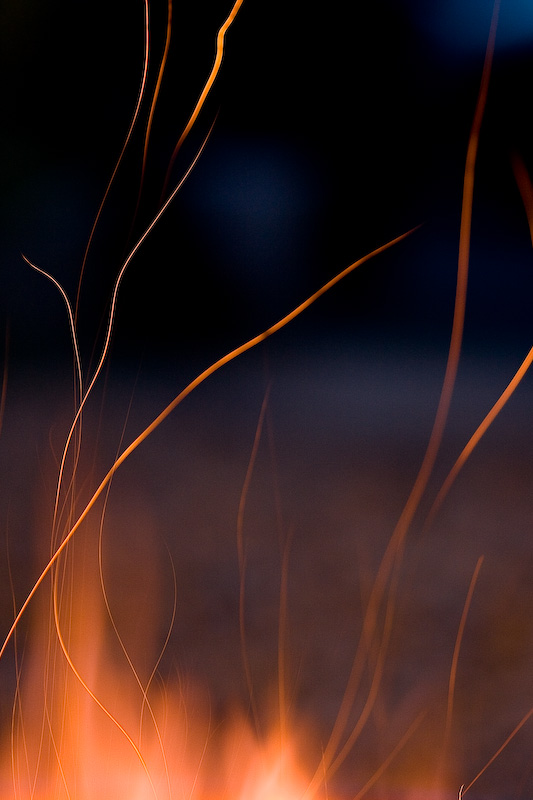
Funken-Bahnlinien, Aufnahme des Funkenfluges bei langer Belichtungszeit

Eine Bahnlinie (engl. pathline) zeichnet in der Strömungslehre den Pfad (die Trajektorie) eines einzelnen Partikels in einem Strömungsfeld nach. Anschaulich entsteht eine Bahnlinie, wenn die Flugbahn eines Funkens über einem offenen Feuer mit langer Belichtungszeit aufgenommen wird.
Bahnlinien sind zusammen mit Stromlinien, Streichlinien und Zeitlinien Bestandteile des Visualisierungskonzeptes „Charakteristische Linien“.
Die Grafik zeigt Fluid-Strömung in einem Geschwindigkeitsfeld {\displaystyle \mathbf {u} (\mathbf {x} ,t)=(1,xt)}. Der rote Punkt wird zum Zeitpunkt {\displaystyle t=0} im Ursprung ins Feld gesetzt und zeichnet eine rote Bahnlinie.
In seiner Bewegung hinterlässt er eine blaue Spur, die Streichlinie, die mit der Bahnlinie im Ursprung beginnt, aber die Punkte der Bahnlinie zeigt, wie sie von der Strömung des Fluids mitgenommen werden.
Die Geschwindigkeit wird zweifach dargestellt; mit Strömungs-Vektoren und mit grau gestrichelten Stromlinien, die die Strömungs-Vektoren verbinden.

## Berechnung
Bahnlinien sind definiert durch
{\displaystyle {\begin{cases}\displaystyle {\frac {\mathrm {d} {\vec {x}}}{\mathrm {d} t}}={\vec {u}}({\vec {x}},t)\\[1.2ex]{\vec {x}}(t_{0})={\vec {x}}_{0}\end{cases}}}
wobei wir der Bewegung eines Teilchens in der Strömung folgen.
Bemerke, dass im Punkt {\displaystyle {\vec {x}}} die Kurve parallel zum Geschwindigkeits-Vektor {\displaystyle {\vec {u}}} der Strömung ist, wobei der Geschwindigkeits-Vektor an der Position {\displaystyle {\vec {x}}} des Teilchens zur Zeit {\displaystyle t} ausgewertet wird.